# One Hit (To the Body)
Singles de The Rolling Stones
Harlem Shuffle
(1986) Mixed Emotions
(1989)
One Hit (To the Body) est une chanson du groupe de rock britannique The Rolling Stones parue en 1986 à l'origine en ouverture de l'album Dirty Work, puis en single en cours d'année. Premier single signé Jagger/Richards/Wood, il rencontre un succès pauvre et est le moins bien classé de l'histoire du groupe à ce moment-là.

## Enregistrement
Bien que créditée Jagger/Richards/Wood, One Hit (To the Body) est en grande partie de l’œuvre des guitaristes Keith Richards et Ronnie Wood comme pour une grande partie de l'album. Cela est dû à l'absence de Mick Jagger étant pris par la promotion de son premier album solo ne rejoindra que tardivement le groupe aux sessions d'enregistrement. De ce fait, le second guitariste Ronnie Wood se retrouve crédité avec le duo Jagger/Richards sur One Hit (To the Body) et trois autres chansons de l'album.
Une des preuves de l'implication de Ronnie dans la composition est l'introduction de la chanson avec la guitare acoustique. Ronnie avait emprunté la guitare électrique de son compère Keith le temps d'improviser pour trouver le riff approprié à la chanson, mais finalement la version acoustique fut conservée. Le groupe est connu pour son utilisation de guitares acoustiques pour « masquer » ses guitares électriques ; Brown Sugar est un excellent exemple.
Si Keith et Ronnie jouent tous deux la guitare électrique, le solo est joué par l'ancien guitariste de Led Zeppelin, Jimmy Page. Ce dernier avait sollicité Ronnie pour lui faire écouter sur quoi le groupe travaillait et tous deux ont organisé une courte session en studio pour enregistrer sa contribution. Avec Bill Wyman à la basse, le batteur Charlie Watts fournit la section rythmique de la chanson, ce dernier proposant une introduction de cymbales remarquable.
Les chœurs de la chanson sont assurés par Keith Richards, Ronnie Wood, Bobby Womack, Patti Scialfa, Don Covay et la femme du producteur Steve Lillywhite, Kirsty MacColl. L'enregistrement et le réenregistrement ont duré pendant une grande partie de 1985. Deux emplacements utilisés étaient les studios Pathé Marconi à Paris et les studios RPM de New York.

## Personnel
- Mick Jagger : Chant
- Keith Richards : Guitare, chœurs
- Ron Wood, : Guitares acoustique et électrique, chœurs
- Bill Wyman : Basse
- Charlie Watts : Batterie

## Personnel additionnel
- Jimmy Page : Solo de guitare
- Bobby Womack, Patti Scialfa, Don Covay, Kirsty MacColl : Chœurs

## Parution
One Hit (To the Body) est sorti en tant que deuxième single de Dirty Work le 16 mai au Royaume-Uni et le 9 mai aux États-Unis avec la chanson Fight (issu du même album) comme face B. Le single atteint le top 30 aux États-Unis. Dirty Work est connu depuis longtemps comme l'album réalisé au plus fort de la querelle interne entre Mick Jagger et Keith Richards dans les années 1980.
Un remix étendu de la chanson, appelé "London Mix" (d'une durée de 7 minutes) et réalisé par Steve Lillywhite, est sorti en single 12".

## Clip musical
L'une des caractéristiques les plus mémorables de la chanson est le clip vidéo produit à l'appui, réalisé par Russell Mulcahy. Mettant en vedette le groupe dans un grand entrepôt, le titre de la chanson est pris au sens littéral puisque l'on voit Mick Jagger et Keith Richards simuler un échange de coups tandis que des images d'archives de matchs de boxe viennent entrecouper ces scènes.

## Classements
| Chart (1986)                           | Peak position |
| -------------------------------------- | ------------- |
| Australie (Kent Music Report)          | 34            |
| Belgique (Flandre Ultratop 50 Singles) | 29            |
| Pays-Bas (Single Top 100)              | 50            |
| Nouvelle-Zélande (RMNZ)                | 30            |
| Royaume-Uni (UK Singles Chart)         | 80            |
| États-Unis (Hot 100)                   | 28            |